# Aprosmictus jonquillaceus
Aprosmictus jonquillaceus là một loài chim trong họ Psittacidae.